# Tootie Heath

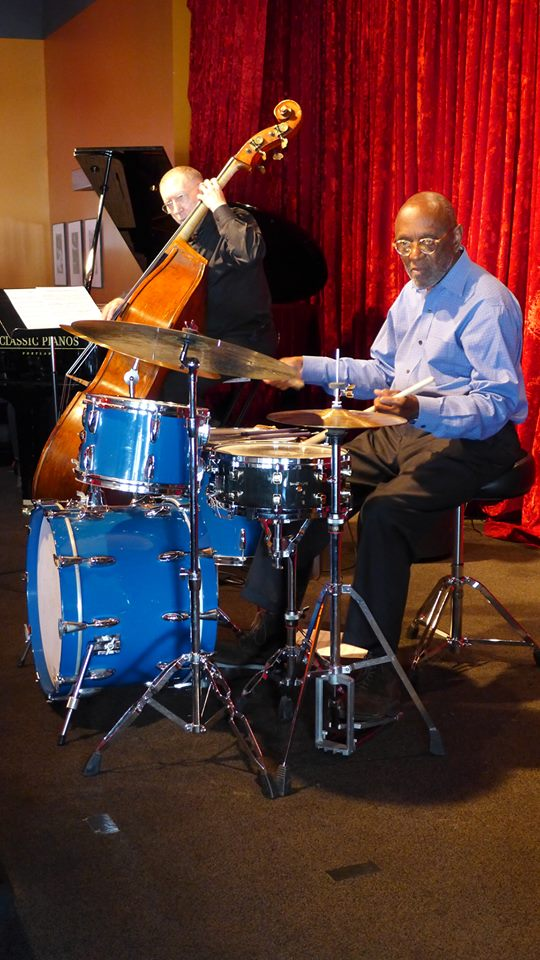
Tootie Heath (2014)

Albert „Tootie“ Heath (* 31. Mai 1935 in Philadelphia, Pennsylvania; † 3. April 2024 in Santa Fe, New Mexico) war ein US-amerikanischer Jazzschlagzeuger.

## Leben und Wirken
Der jüngere Bruder von Percy und Jimmy Heath zog 1957 nach New York City und gab mit Aufnahmen bei John Coltrane und Nina Simone sein Plattendebüt. Anschließend war er (bis 1960) in der Gruppe von J. J. Johnson; 1960 war er Schlagzeuger im Art Farmer/Benny Golson-Jazztet, zu hören auf dem zweiten Album Big City Sounds. 1961 spielte er mit Cedar Walton und Reggie Workman, aber auch mit Bobby Timmons oder Julian Cannonball Adderley. 1965 zog er nach Stockholm. Von dort aus spielte er mit George Russell sowie Kenny Drew und Dexter Gordon, gab aber auch Konzerte mit Friedrich Gulda und mit Tete Montoliu. 
Im Jahr 1968 kehrte Heath in die Vereinigten Staaten zurück, wo er zunächst als Schlagzeuger im Sextett von Herbie Hancock arbeitete, mit dem 1969 sein Album Kawaida entstand; zwischen 1970 und 1974 arbeitete er bei Yusef Lateef. 1974 nahm er mit Anthony Braxton und Kenny Drew in Kopenhagen auf und blieb eine Weile in Europa. 1975 schloss er sich der Gruppe seiner Brüder, The Heath Brothers, an, arbeitete aber seit 1978 daneben als Freelancer. Er ist jetzt der Leiter von The Whole Drum Truth, einem Ensemble von Jazzschlagzeugern, zu dem Ben Riley, Ed Thigpen, Jackie Williams, Billy Hart, Charlie Persip, Leroy Williams und Louis Hayes zählen. Nach Tom Lord wirkte Heath bei 276 Sessions mit, zuletzt noch 2023 mit Bo van de Graaf.
Heath arbeitete auch als Pädagoge, unter anderem auf dem Stanford Jazz Workshop. Als Schlagzeuger hat Heath den diskreten, aber dynamischen Stil von Kenny Clarke weiterentwickelt. 2021 wurde er mit einer NEA Jazz Masters Fellowship ausgezeichnet.

## Diskographische Hinweise
- Kawaida (O’Be Records, 1969)
- Kwanza (Muse Records, 1973), mit Curtis Fuller, Jimmy Heath, Kenny Barron, Ted Dunbar, Percy Heath
- Heath Brothers As We Were Saying (Concord Jazz, 1997)
- Philadelphia Beat (Sunnyside, 2014) mit Ethan Iverson, Ben Street